# Paratypothorax
Paratypothorax é um género extinto de aetossauro. Foi nomeado em 1985 a partir de amostras coletadas em Stubensandstein na Alemanha e também foi notado sua presença no Grupo Chinle do sudoeste dos Estados Unidos na Formação Dockum e Formação Chinle, que são os mais recentes e datam do Carniano e Rhaetiano. O género foi descrito a partir osteodermas que foram inicialmente definido com phytossauro Belodon kappfi. Material de Paratypothorax também tem sido relatado na Formação Fleming Fjord do Noriano, na Groenlândia.
Paratypothorax possui escamas paramediana que são largas, e têm sulcos e buracos formando padrões radial. Como no Typothorax, as escamas laterais suportam chifres.  A parte traseira de cada escama é sobreposta por um proeminente botão.